# 3e cérémonie de l'International Online Film Critics' Poll
La 3e cérémonie de l'International Online Film Critics' Poll a eu lieu le 20 décembre 2012 et a récompensé les meilleurs films sortis aux États-Unis entre le 16 novembre 2010 et le 15 décembre 2012 en langue anglaise et en langue étrangère.

## Palmarès
- Meilleur film : La Taupe (Tinker Tailor Soldier Spy)
- Meilleur réalisateur : Tomas Alfredson - La Taupe
- Meilleur acteur : Gary Oldman - La Taupe
- Meilleure actrice : Natalie Portman – Black Swan
- Meilleur acteur dans un second rôle : Philip Seymour Hoffman – The Master
- Meilleure actrice dans un second rôle : Amy Adams – The Master
- Meilleure distribution : La Taupe
- Meilleur scénario original : Paul Thomas Anderson – The Master
- Meilleur scénario adapté : Bridget O'Connor and Peter Straughan – La Taupe
- Meilleure photographie : Janusz Kamiński – Lincoln
- Meilleur montage : Tariq Anwar - Le Discours d'un roi
- Meilleure musique : Ludovic Bource – The Artist
- Meilleurs effets visuels : Chris Corbould et Paul Franklin – The Dark Knight Rises